# ماسافومي مياموتو
ماسافومي مياموتو (باليابانية: 宮本雅史؛ بالكانا: みやもと まさふみ) هو شخصية أعمال ياباني، ولد في 1957 في اليابان.